# ارنست رنان

ارنست رنان

ارنست رنان (به فرانسوی: Ernest Renan) (زادهٔ ۲۷ فوریه ۱۸۲۳-درگذشتهٔ ۲ اکتبر ۱۸۹۲) یک متخصص زبانهای سامی، لغت‌شناس، فیلسوف، تاریخ‌نگار و نویسنده فرانسوی بود. او بیشتر به خاطر کارهای تأثیرگذار تاریخیش در مورد اوایل مسیحیت و تئوریهای سیاسیش خصوصاً در مورد ملی‌گرایی و هویت ملی شناخته شده‌است. رنان از جمله اولین پژوهشگرانی است که تئوری خزر را ارائه کرد که بر اساس آن یهودیان اشکنازی نوادگان ترکهایی هستند که پس از سقوط خانات خزر به دین یهود درآمده و به غرب اروپا مهاجرت کردند. او در سال ۱۸۸۲ در مقاله ملت چیست یکی از کاملترین تعاریف را از ملیت ارایه کرد که بارها در مقالات و مجامع جهانی مطرح شده است.

## زندگی
از آنجایی که والدینش می‌خواستند او کشیش شود، او را به فراگرفتن الهیات گماشتند. این امر باعث شد تا او دست از مذهب و کتاب‌های آسمانی شسته و تفسیر کاتولیک‌ها را از انجیل بنگرد. در این حال بود که او در اوان جوانی نسبت به مذهب بی علاقه شد و به دنبال نویسندگی، فلسفه و تاریخ رفت. او به مطالعات خاورشناسی علاقه داشت و تاریخ را سرچشمه تجربه‌ها می‌دانست.
رنان علم را در کمک به پیشرفت بشر برتر از دین می‌داند. در سال ۱۸۶۳ کتاب زندگانی مسیح (Vie de Jésus) را منتشر کرد که موجب جنجال مجامع دینی شد. تحقیقات علمی و تاریخی او ارزش زیادی دارند. رنان در ۲ اکتبر ۱۸۹۲ درگذشت.

## شهرت و اثرگذاری
رنان که در طول زندگی خود بسیار تأثیرگذار بود، پس از مرگ به عنوان تجسم روح ترقی در فرهنگ غرب مورد ستایش قرار گرفت. آناتول فرانس نوشت که رنان تجسم مدرنیته است. آثار رنان توسط بسیاری از شخصیت‌های برجسته ادبی آن زمان، از جمله جیمز جویس، مارسل پروست، متیو آرنولد، ادیت وارتون، و چارلز آگوستین سنت‌بوو خوانده و مورد قدردانی قرار گرفتند. یکی از بزرگترین ستایشگران او مانوئل گونزالس پرادا در پرو بود که زندگی عیسی را مبنایی برای ضدروحانی بودن  قرار داد. بنیتو موسولینی، دیکتاتور ایتالیا، در سند سال 1932 خود «دکترین فاشیسم»، «شهود پیش فاشیستی» درک شده در بخشی از «مراقبه‌های» رنان را  علیه دموکراسی و حقوق فردی تفسیر میکرد.

## مهم‌ترین آثار
- تاریخ ملت اسرائیل (Histoire du peuple d'Israël)
- آینده علم (L'avenir de la science)
- زندگانی مسیح (Vie de Jésus)
- اصول مسیحیت (Eau de Jouvence)
- ملت چیست؟

## نقد
رنان البته به خاطر تفکرات نژاد پرستانه و ضد سامی خود مورد انتقاد است. او معتقد است که نژاد سامی گرفتار دگماتیسم ذهنی بوده و مستعد تمدن نیست. او نژاد سامی را یک نژاد «ناقص» می‌دانست.

«طبیعت نژادهای گوناگون برای کار کردن فراهم کرده‌است: نژاد چینی که چابکی شگفت‌انگیزی در کارهای دستی دارد و تقریباً هیچگونه احساس شرف و افتخار در او نیست، نژاد سیاه که نژاد کار بر روی زمین و کشاورزی است، با او به مهربانی و انسانیت رفتار کن تا همه چیز روبراه و آنگونه که شایسته‌است بماند. دیگر نژاد اربابان و جنگاوران است، نژاد اروپایی. اگر این نژاد نجیب را بکارهای پست مانند چینی‌ها و سیاهان بگماری شورش خواهند کرد… آنچه برای کاگر ما مایه شورش است مایه شادمانی یک چینی و یک فلاح (عرب) خواهد بود زیرا که آنان به هیچ عنوان مخلوقات نظامی (جنگجو) نیستند. هر کس را بکار مخصوص خود بگمار تا همه خوش باشند.»

«این نژاد (سامی) اگر بتوانم نام نژاد بر آن بگذارم، در برابر نژاد هند و اروپایی مانند یک طرح مدادی است در برابر یک نقاشی؛ او فاقد آن تنوع و آن غنا و آن فراوانی زندگی است که شرط لازم تکامل و بی نقصی است… نژاد سامی پربارترین دوره زندگی خود را در عهد کودکی خود تجربه کرده‌است و از آن پس دیگر هرگز به سن بلوغ نرسیده.»